# Fruit of the Loom
Fruit of the Loom es una empresa estadounidense de ropa, en particular ropa informal y ropa interior. La sede mundial de la empresa se encuentra en Bowling Green, Kentucky. Desde 2002 ha sido una subsidiaria de Berkshire Hathaway.
Los productos fabricados por la propia Fruit of the Loom y a través de sus subsidiarias incluyen prendas de vestir (camisetas, sudaderas con capucha, chaquetas, pantalones de chándal , pantalones cortos y lencería ) y equipos deportivos (sóftbol y baloncesto) fabricados y comercializados por Spalding. 
Fruit of the Loom es uno de los mayores fabricantes y comercializadores de ropa interior, camisetas imprimibles y polares para la industria de ropa deportiva, ropa casual, jeans para mujer y ropa para niños. La empresa emplea a más de 32.400 personas en todo el mundo.
El logotipo de la empresa, que consta de una manzana roja, hojas, uvas verdes, uvas moradas y grosellas blancas (o grosellas amarillas), forma una marca ampliamente reconocible. La empresa es un fabricante integrado verticalmente . En 2006, Fruit of the Loom adquirió Russell Brands, LLC , una empresa global cuyas marcas incluían Russell Athletic , Brooks Running y Spalding, entre otros nombres en ropa deportiva. El monto de la compra fue de $ 6 mil millones.